# Liste des espèces végétales protégées en Champagne-Ardenne
La liste des espèces protégées en Champagne-Ardenne est une liste officielle définie par le gouvernement français, recensant les espèces végétales qui sont protégées sur le territoire de la région Champagne-Ardenne, en complément de celles qui sont déjà protégées sur le territoire métropolitain. Elle a été publiée dans un arrêté du 8 février 1988.

## Espèces protégées en Champagne-Ardenne

### Ptéridophytes
- Asplenium viride Huds., Doradille verte
- Botrychium lunaria (L.) Sw., Botryche lunaire
- Lycopodium clavatum L., Lycopode en massue
- Oreopteris limbosperma (Bellardi ex All.) Holub, Polystic des montagnes
- Osmunda regalis L., Osmonde royale
- Thelypteris palustris Schott, Thélyptéride des marais

### Phanérogames angiospermes

#### Monocotylédones
- Allium angulosum L., Ail anguleux
- Anacamptis laxiflora (Lam.) R.M.Bateman, Pridgeon & M.W.Chase anciennement Orchis laxiflora Lam., Orchis à fleurs lâches
- Anacamptis palustris (Jacq.) R.M.Bateman, Pridgeon & M.W.Chase anciennement Orchis palustris Jacq., Orchis des marais
- Anthericum liliago L., Phalangère petit-lis
- Asparagus tenuifolius Lam., Asperge à feuilles ténues
- Baldellia ranunculoides (L.) Parl., Alisma fausse-renoncule
- Carex appropinquata Schumach., Laîche paradoxale
- Carex ericetorum Pollich, Laîche des bruyères
- Carex lasiocarpa Ehrh., Laîche à fruit barbu
- Carex mairei Coss. & Germ., Laîche de Maire
- Carex ornithopoda Willd., Laîche pied d'oiseau
- Carex praecox Schreb., Laîche précoce
- Cephalanthera longifolia (L.) Fritsch, Céphalanthère à feuilles longues
- Cephalanthera rubra (L.) Rich., Céphalanthère rouge
- Corynephorus canescens (L.) P.Beauv., Corynéphore blanchâtre
- Dactylorhiza praetermissa (Druce) Soó, Orchis négligé
- Dactylorhiza sphagnicola (Höppner) Aver., Orchis des sphaignes
- Dactylorhiza traunsteineri (Sauter) Soó, Orchis de Traunsteiner
- Deschampsia setacea (Huds.) Hack., Déschampsie sétacée
- Dichanthium ischaemum (L.) Keng, Andropogon pied-de-poule
- Eriophorum latifolium Hoppe, Linaigrette à larges feuilles
- Eriophorum vaginatum L., Linaigrette vaginée
- Gymnadenia odoratissima (L.) Rich., Gymnadenie odorante
- Herminium monorchis (L.) R. Br., Orchis musc
- Juncus tenageia Ehrh. ex L.f., Jonc des marécages
- Leucojum vernum L., Nivéole printanière
- Lilium martagon L., Lis martagon
- Narcissus poeticus L., Narcisse des poètes
- Orchis simia Lam., Orchis singe
- Poa palustris L., Pâturin des marais
- Rhynchospora alba (L.) Vahl, Rhynchospore blanc
- Sparganium minimum Wallr., Rubanier minime
- Stratiotes aloides L., Aloès d'eau

#### Dicotylédones
- Aconitum napellus L., Aconit napel
- Anagallis tenella L., Mouron délicat
- Artemisia alba Turra, Armoise blanche
- Aster linosyris (L.) Rchb.f., Aster linosyris
- Biscutella laevigata subsp. varia (Dumort.) Rouy & Foucaud, Biscutelle variable
- Cicuta virosa L., Cigüe vireuse
- Coronilla coronata L., Coronille couronnée
- Corydalis solida (L.) Clairv. anciennement Corydalis bulbosa (L.) DC., Corydale bulbeuse
- Cotoneaster integerrimus Medik., Cotonéaster vulgaire
- Crepis praemorsa (L.) Walther, Crépis en rosette
- Cytisophyllum sessilifolium (L.) O.Lang anciennement Cytisus sessilifolius L., Cytise à feuilles sessiles
- Digitalis grandiflora Mill., Digitale à grandes fleurs
- Elatine hexandra (Lapierre) DC., Elatine à six étamines
- Epilobium dodonaei Vill., Epilobe à feuilles de romarin
- Erica cinerea L., Bruyère cendrée
- Genista anglica L., Genêt d'Angleterre
- Genista germanica L., Genêt d'Allemagne
- Gentiana lutea L., Gentiane jaune
- Geranium sanguineum L., Geranium sanguin
- Helianthemum oelandicum subsp. incanum (Willk.) G.López anciennement Helianthemum canum (L.) Baumg., Hélianthème blanchâtre
- Hornungia petraea (L.) Rchb., Hornungie des pierres
- Hypericum linarifolium Vahl, Millepertuis à feuilles linéaires
- Iberis intermedia Guers., Ibéris intermédiaire
- Inula britannica L., Inule britannique
- Isopyrum thalictroides L., Isopyre faux-pigamon
- Lathyrus niger (L.) Bernh., Gesse noire
- Lathyrus palustris L., Gesse des marais
- Linum leonii F.W. Schultz, Lin français
- Lunaria rediviva L., Lunaire vivace
- Luronium natans (L.) Rafin., Alisma nageant
- Moneses uniflora (L.) A. Gray, Pyrole uniflore
- Oenanthe silaifolia M.Bieb., Œnanthe à feuilles de silaüs
- Orobanche alsatica Kirschl., Orobanche d'Alsace
- Orobanche arenaria (Borkh.) Pomel, Orobanche des sables
- Orobanche major L. anciennement Orobanche elatior Sutton, Orobanche élevée
- Orobanche teucrii Holandre, Orobanche de la germandrée
- Peucedanum gallicum Latourr., Peucédan de France
- Pinguicula vulgaris L., Grassette vulgaire
- Potentilla rupestris L., Potentille rupestre
- Pyrola chlorantha Swartz, Pyrole à fleurs verdâtres
- Pyrola media Swartz, Pyrole intermédiaire
- Ranunculus hederaceus L., Renoncule à feuilles de lierre
- Ranunculus polyanthemoides Boreau, Renoncule à segments étroits
- Sagina nodosa (L.) Fenzl, Sagine noueuse
- Salix repens L. subsp. repens et subsp. angustifolia (Wulfen) Neumann, Saule rampant, sous-espèce type et sous-espèce à feuilles étroites
- Saxifraga rosacea subsp. sponhemica' (C.C.Gmel.) D.A.Webb anciennement Saxifraga sponhemica C.C. Gmel., Saxifrage rhénan
- Tephroseris helenitis (L.) B.Nord. subsp. helenitis anciennement Senecio helenitis (L.) Schinz et Thell., Séneçon à feuilles spatulées
- Seseli annuum L., Séselie des steppes
- Silene otites (L.) Wibel, Silène à oreillettes
- Silene vulgaris (Moench) Garcke subsp. glareosa (Jord.) Marsden-Jones & Turrill, Silène glaréeux
- Sonchus palustris L., Laiteron des marais
- Swertia perennis L., Swertie pérenne
- Teucrium scordium L., Germandrée des marais
- Thesium alpinum L., Théson des Alpes
- Thesium bavarum Schrank, Théson de Bavière
- Thysselinum palustre (L.) Hoffm. anciennement Peucedanum palustre (L.) Moench, Peucédan des marais
- Utricularia minor L., Utriculaire mineure
- Vicia pisiformis L., Vesce à forme de pois
- Viola rupestris F.W. Schmidt, Violette rupestre
- Vitis vinifera L. subsp. sylvestris (C.C.Gmel.) Hegi, Lambrusque
- Wahlenbergia hederacea (L.) Rchb., Walhenbergie à feuilles de lierre
- Xanthoselinum alsaticum (L.) Schur subsp. alsaticum anciennement Peucedanum alsaticum L., Peucédan d'Alsace

## Espèces protégées dans les Ardennes

### Monocotylédones
- Cladium mariscus (L.) Pohl, Marisque
- Epipactis viridiflora (Hoffm.) Krock. anciennement Epictatis purpurata Sm., Epipactis pourpre.

### Dicotylédones
- Laserpitium latifolium L., Laserpitium à larges feuilles
- Rubus saxatilis L., Ronce des rochers
- Trapa natans L., Mâcre, chataîgne d'eau

## Espèces protégées dans l'Aube

### Dicotylédones
- Tanacetum corymbosum (L.) Sch.Bip. subsp. corymbosum anciennement Chrysanthemum corymbosum L., Marguerite en corymbe
- Erica tetralix L., Bruyère à quatre angles
- Orthilia secunda (L.) House, Pyrole unilatérale

## Espèces protégées dans la Marne

### Monocotylédones
- Carex halleriana Asso, Laîche de Haller
- Eleocharis ovata (Roth) Roem. & Schult., Scirpe ovale
- Epipactis viridiflora (Hoffm.) Krock. anciennement Epictatis purpurata Sm., Epipactis pourpre.

### Dicotylédones
- Asarum europaeum L., Asaret d'Europe
- Tanacetum corymbosum (L.) Sch.Bip. subsp. corymbosum anciennement Chrysanthemum corymbosum L., Marguerite en corymbe
- Laserpitium latifolium L., Laser blanc
- Cervaria rivini Gaertn. anciennement Peucedanum cervaria (L.) Lapeyr., Peucédan herbe aux cerfs
- Rubus saxatilis L., Ronce des rochers